# Kraslice
Kraslice (Duits: Graslitz) is een stad in de Tsjechische regio Karlsbad. De stad ligt direct aan de rand van het Ertsgebergte op 515 meter hoogte. De rivier de Svatava loopt door de stad. Kraslice ligt direct aan de grens met Duitsland, aan de andere kant van de grens ligt Klingenthal/Sa..
Kraslice heeft drie spoorwegstations aan de lijn Sokolov - Klingenthal. Station Kraslice předměstí ligt in het zuiden van de stad, Kraslice-Pod vlekem in het noorden en Kraslice in het centrum.

## Geschiedenis
Aan het begin van de 12e eeuw was dit gebied nog een onaangetast bosgebied. Af en toe kwamen er Duitse boeren onder toezicht van monniken in het gebied van de Svatava. Op 15 augustus 1370 wees keizer Karel IV Kraslice aan als koningsstad. In 1541 kreeg het de status van vrije bergstad.
Het stadje was, samen met het naburige Luby (Schönfeld}, vanaf de 17de eeuw een bekend vioolbouwerscentrum. 
Door de uitwijzing van de Duitse bevolking uit de stad na de Tweede Wereldoorlog halveerde de bevolking. In 1939 woonden er ongeveer 12.500 mensen in Kraslice, acht jaar later waren daar nog 6.300 van over. Veel uitgewezen Duitsers gingen in Aschaffenburg wonen.

## Bezienswaardigheden
- neoromaanse kerk uit 1896
- barok-standbeelden van de heilige Maria en Johannes Nepomucenus

## Partnersteden
- Klingenthal, Duitsland (direct over de grens)

Březová · Bublava · Bukovany · Chlum Svaté Maří · Chodov · Citice · Dasnice · Dolní Nivy · Dolní Rychnov · Habartov · Horní Slavkov · Jindřichovice · Josefov · Kaceřov · Krajková · Královské Poříčí · Kraslice · Krásno · Kynšperk nad Ohří · Libavské Údolí · Loket · Lomnice · Nová Ves · Nové Sedlo · Oloví · Přebuz · Rotava · Rovná · Staré Sedlo · Stříbrná · Svatava · Šabina · Šindelová · Sokolov · Tatrovice · Těšovice · Vintířov · Vřesová